# Schach von Wuthenow (1977)
Schach von Wuthenow ist ein Spielfilm des Fernsehens der DDR von Richard Engel aus dem Jahr 1977, nach der gleichnamigen Erzählung von Theodor Fontane von 1882.

## Handlung
Rittmeister von Schach versieht 1806 seinen Militärdienst im Berliner Elite-Regiment Gensdarmes. Da er zu dieser Zeit als schönster Offizier der Garnison gilt, seine Stellung in der Gesellschaft und auch seine Umgangsformen nichts zu wünschen übrig lassen, stehen ihm auch die Türen der Berliner Salons offen. Dazu gehört auch der Salon der schönen Witwe Josephine von Carayon und ihrer Tochter Victoire von Carayon, zwei sehr hübschen Frauen der Gesellschaft, wobei allerdings das schöne Aussehen der Tochter, seit ihrem Befall mit den Blattern, gelitten hat. Jedoch hat sie ihre überaus seltene Liebenswürdigkeit behalten. Josephine und von Schach spüren eine gegenseitige Zuneigung und verbringen viele Tage miteinander, so dass sich seine Kameraden schon Gedanken machen, ob er es wagen würde, eine Witwe zu heiraten. Auch Victoire äußert bereits diese Gedanken, obwohl sie selbst in diesen gut aussehenden Mann verliebt ist.
Während eines Nachmittags unter Freunden bei Prinz Luis Ferdinand kommen die Gäste, zu denen außer Freiherr von Schach auch der Schriftsteller Freiherr von Bülow, dessen Verleger Daniel Sander sowie Oberleutnant von Alvensleben gehören. Der Prinz erinnert sich an die schönen Damen von Carayon und würde sie gern einmal wiedersehen, weshalb von Schach die Aufgabe erhält, ihnen die Einladung zu überbringen. Beim Erledigen dieser Aufgabe trifft der Rittmeister die Tochter allein zu Haus an, sieht in ihr ein begehrenswertes Geschöpf und verführt sie, was ihm nicht schwerfällt, da sie ihn liebt. In der nächsten Zeit vermeidet er den Kontakt zu den beiden Damen.
Das Jahr 1806 ist auch das Jahr der Uraufführung eines Stückes von Zacharias Werner mit dem Titel Martin Luther – Die Weihe der Kraft im Königlichen Nationaltheater Berlin. Das Stück wird von den anwesenden Offizieren der Gensdarmes ausgebuht und gerät in den Sog des Konflikts zwischen den der Aufklärung zugeneigten Teilen der Gesellschaft und der Gegenbewegung der Romantiker, auch nimmt man Anstoß an der überzogenen Heroisierung Luthers, der Streit teilt also die Gesellschaft. Bei einem geselligen Treffen mit viel Alkohol kommen die Offiziere zu dem Beschluss, dem Stück als kostümierte Schlittentour eine Parodie entgegenzusetzen, das Gefährt mitten im Sommer natürlich mit Rädern versehen. Rittmeister von Schach wendet sich gegen diesen Jux und verlässt die Runde. Die restlichen Offiziere sind aber weiterhin für die Durchführung der Aktion, was so auch geschieht. Beim Vorbeifahren des Aufzugs an der Wohnung der Damen Carayon bricht Victoire zusammen, wodurch Josephine von der Schwangerschaft ihrer Tochter erfährt. Von Schach besucht die Damen, um sich zu erkundigen, ob der Mummenschanz ihre Gnade fand, erklärt aber auch sofort, dass er nicht daran beteiligt und gegen die Durchführung war. Doch das ist nicht das Problem, was Josephine bewegt. Sie stellt den Rittmeister wegen der Schwangerschaft ihrer Tochter zur Rede und verlangt von ihm die einzige mögliche Konsequenz, nämlich die Hochzeit, der er zustimmt.
Natürlich spricht sich die neue Nachricht sofort in der Stadt und im Regiment herum. Hier wird er von seinen Kameraden verhöhnt und es erscheinen sogar Karikaturen über ihn. Diese Reaktionen verkraftet von Schach nur schwer und er versucht sich der Hochzeit zu entziehen. Das nimmt wiederum Josephine zum Anlass, beim König Friedrich Wilhelm III. vorzusprechen, der den Rittmeister von Schach an seine Pflicht erinnert. Nach einer Ruhephase in seinem Schloss in Wuthenow, entschließt er sich nun doch zu heiraten. Nach der feierlichen Trauung verlebt er mit seiner Frau und den Gästen eine sehr schöne Feier und lässt sich dann vorzeitig mit der Kutsche nach Hause fahren. Am Ziel angekommen, findet ihn seine Ordonnanz, nach dem Öffnen der Kutschentür, erschossen auf dem Sitz liegend vor.

## Produktion und Veröffentlichung
Die Affäre zwischen Schach und Victoire basiert auf einem tatsächlichen Ereignis, das sich jedoch erst im Jahre 1815 zutrug. Das Szenarium stammte von Christian Collin und die Dramaturgie lag in den Händen von Aenne Keller.
Die Erstausstrahlung des auf ORWO-Color geschaffenen Films erfolgte am 17. Juli 1977 im 1. Programm des Fernsehens der DDR.

## Synchronisation
| Rolle                 | Darsteller        | Synchronsprecher |
| --------------------- | ----------------- | ---------------- |
| Josephine von Carayon | Beata Tyszkiewicz | Lissy Tempelhof  |

## Kritik
Im Neuen Deutschland hatte Dr. Hans-Jürgen Geisthardt, neben sehr viel Lob für die Darsteller, auch etwas auszusetzen:

„Etwas äußerlich-zufällig schienen mir einige Straßenszenen. Allzu studentisch-kommershaft geriet die Bierrunde im Kreise der Offiziere vom Regiment Gensdarmes, die sich den Luther-Mummenschanz vornimmt; der von Fontane beschriebene Typus einer borniert-junkerlichen Entgleisung war da nicht erreicht.“

In der Berliner Zeitung verglich Renate Wegner das Szenarium Christian Collins mit dem Fernsehfilm Effi Briest und kommt zu folgenden Schluss:

„Auch diesmal ist das Wesen der Geschichte im wesentlichen getroffen — nicht ebensosehr aber stimmt hier die äußere Gestalt der Inszenierung von Richard Engel immer mit dem inneren Gegenstand der Gestaltung überein.“